# 野生絶滅種

IUCNのレッドリストにおける野生絶滅

野生絶滅 (やせいぜつめつ、Extinct in the Wild, EW) は、生物種（亜種以下の場合もある。以下同）の保全状況のひとつ。その種の生息・生育が飼育下でしか確認されない場合、もしくは元の生息・生育地とは違う地域で野生化したものしか確認されない場合に、その種は野生絶滅したとみなされる。

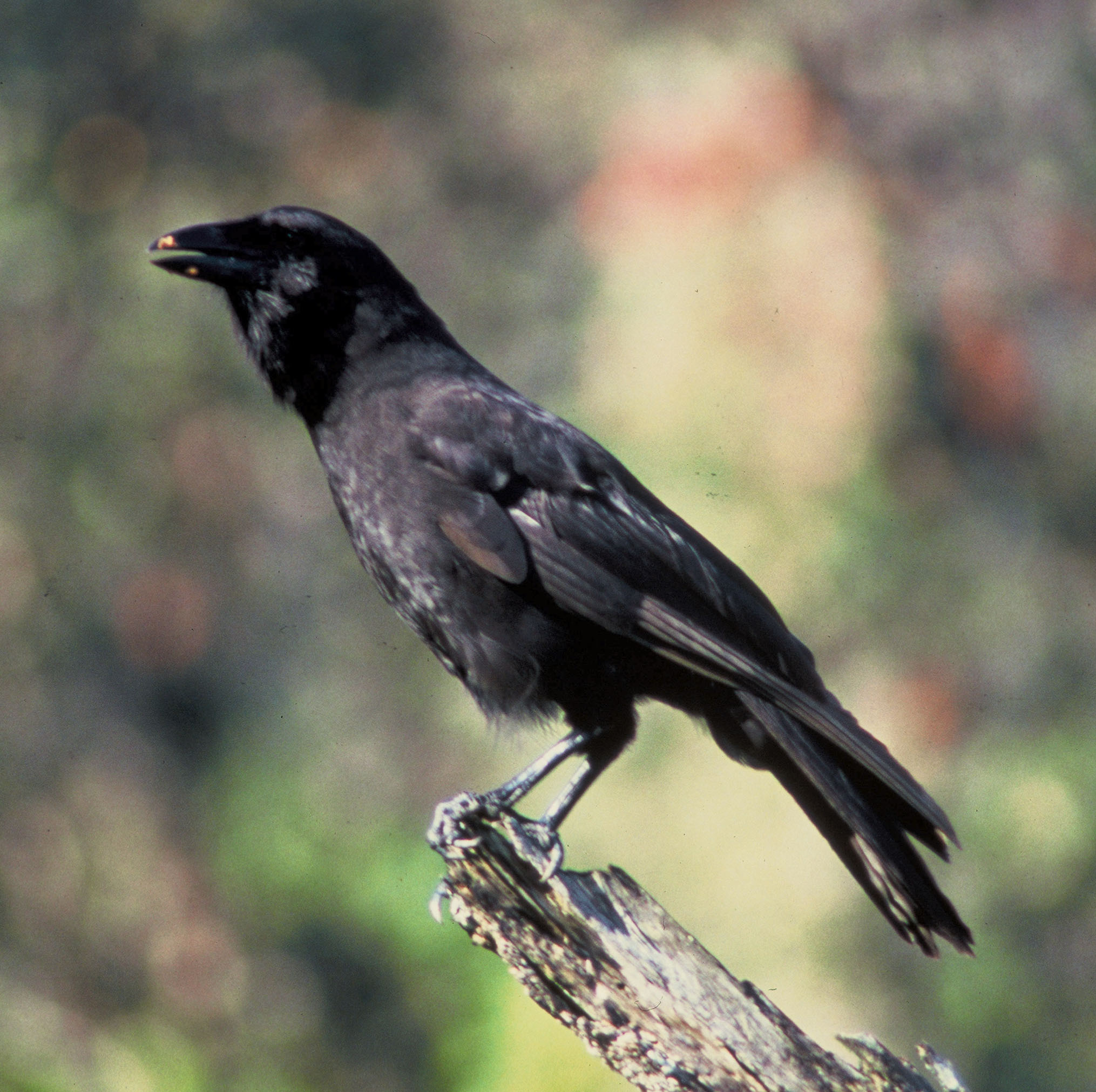
ハワイガラス（2002年に野生絶滅）

## 野生絶滅した種・亜種の例
下記に、IUCNレッドリストにおいて、野生絶滅とされた種の一部を挙げる。
- シフゾウ - 19世紀に野生絶滅
- シロオリックス - 2000年に野生絶滅
- キタシロサイ - 2008年に野生絶滅
- チャバラホウカンチョウ - 1988年に野生絶滅
- ハワイガラス - 2002年に野生絶滅
- グアムクイナ - 1980年に野生絶滅、2019年に絶滅寸前に再分類
- アオコンゴウインコ - 2016年に野生絶滅
- ピンタゾウガメ - 唯一の飼育個体はロンサム・ジョージと名付けられていたが、2012年6月に死んでいるのが発見され、絶滅が確定した。（野生絶滅期間：1971年 - 2012年6月24日）
- ピンソンゾウガメ - ガラパゴスゾウガメのピンソン島亜種。
- クロスッポン - 2002年に野生絶滅
- ワイオミングヒキガエル（英語版） - 1991年に野生絶滅
- アメカ・スプレンデンス（英語版） - 1980年台に野生絶滅したと評されていたが、2019年に野生のものが再確認され、絶滅寸前に指定変更された。
- ヒトコブラクダ - ただし多数の個体が家畜化されている
- クニマス - 1991年〜2007年の各版では絶滅と評されていたが、2010年に京都大学研究チームの調査により元の生息地とは違う地域で野生化したものの生息が確認され、野生絶滅に指定変更された。